# 葛目直幸
葛目 直幸（くずめ なおゆき、1890年（明治23年）10月10日 - 1944年（昭和19年）7月2日）は、日本の陸軍軍人。最終階級は陸軍中将。位階勲等功級は従四位勲二等功二級。

## 経歴
高知県長岡郡岡豊村笠ノ川（現・南国市岡豊町笠ノ川）出身。農業・葛目倉次・ふさの二男として生まれる。高知第一中学校（現高知県立高知追手前高等学校）卒業を経て、1913年（大正2年）5月、陸軍士官学校（25期）を卒業。歩兵第22連隊附としてシベリア出兵に従軍。内地帰還後の同年12月、歩兵少尉に任官し近衛歩兵第4連隊付に転じる。
1923年（大正12年）8月、歩兵大尉に昇進し近衛歩兵第4連隊中隊長に就任。東京警備副官を経て、1931年（昭和6年）8月、歩兵少佐に昇進し独立守備歩兵第3大隊付となる。第1独立守備隊副官を経て、1936年（昭和11年）8月、歩兵中佐に進み歩兵第43連隊付（徳島中学校配属将校）となる。1937年（昭和12年）8月、同連隊補充隊付となり、独立守備歩兵第18大隊長を経て、1937年（昭和14年）8月、歩兵大佐に進級し丸亀連隊区司令官に就任。1941年（昭和16年）4月、連隊区名称の変更に伴い高松連隊区司令官となる。
1941年（昭和16年）7月、歩兵第222連隊長に発令され日中戦争に出征。1943年（昭和18年）10月、南方に転用され太平洋戦争に出征。ビアク島の戦いに参戦し、１か月以上の激戦を行い、その善線ぶりにマッカーサーを苦しめたが、1944年7月、戦闘継続を断念して自決し、同日、陸軍中将に2階級特進した。同年8月、南方軍総司令官、第2軍司令官より個人感状を授与された。墓所は故郷の南国市岡豊町笠ノ川にある。

## 親族
- 長男 葛目陸雄（陸軍中尉）[1]